# Артур Джон Пріст
Артур Джон Пріст (англ. Arthur John Priest; 31 серпня 1887, Саутгемптон — 11 лютого 1937, там же) — англійський моряк, пожежник і кочегар. Прославився тим, що раз за разом рятувався після аварій декількох великих суден, зокрема таких знаменитих як «Титанік», «Астурія», «Алькантра» та «Британнік», а також примудрився вижити після аварій і катастроф на декількох менш відомих. Пріст зрештою залишився без роботи, тому що його ніхто не хотів наймати на свої кораблі. Однак попри це він прославився під прізвиськом «непотоплюваний кочегар».

## Біографія
Народився в Саутгемптоні у сім'ї простого робітника Гаррі Пріста та його дружини Елізабет Гарнер. Крім нього, в сім'ї було ще одинадцять дітей.
1915 року одружився з Енні Мартін, до шлюбу Гемптон з Беркенгеда і у них народилося троє синів: Артур Джон, Джордж і Фредерік Гаррі. Сім'я жила протягом кількох років у Саутгемптоні на вулиці Брайтон-стріт у будинку 17.

### Непотоплюваний

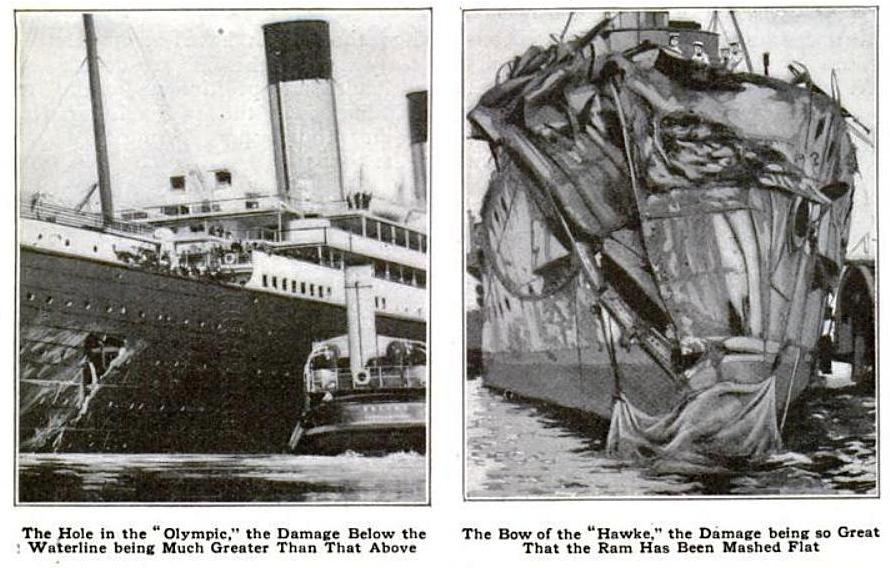
Наслідки зіткнення для кораблів «Олімпік» та «Гоук»

Набув слави непотоплюваного моряка, тому що пережив п'ять катастроф, що закінчилися затопленням суден або серйозними аваріями. Ці порятунки тим більше дивні, що кочегари працювали і жили на нижніх палубах. Відповідно, у разі катастрофи мали мінімальні шанси вибратися назовні.
Першим великим кораблем, на який 1907 року найнявся кочегаром, став лайнер «Астурія». У першому плаванні через Атлантичний океан корабель ледь не затонув, зіткнувшись з іншим судном.
1911 року влаштувався працювати на трансатлантичний лайнер «Олімпік», який по прибуттю в гавань Нью-Йорка зіткнувся з буксиром. Серйозніша аварія сталася після повернення до Європи. На шляху до острова Вайт «Олімпік», який йшов на ремонт у Белфаст, зіткнувся із бронепалубним крейсером «Гоук». Попри пробоїну лайнер залишився на плаву, але пасажирів довелося переправляти на берег за допомогою іншого пароплава.
1912 року разом з коханим його сестри Неллі Джозефом Доусоном влаштувалися працювати кочегарами на «Титанік», який був «близнюком» «Олімпіка» і саме готувався вийти у свій перший рейс. Разом з ними на борту були капітан корабля Едвард  Джон Сміт, його помічники Вільям Макмастер Мердок і Чарльз Лайтоллер та стюардеса Вайолет Джессоп. Усі ці люди також були на борту «Олімпіка», коли той зіткнувся з «Гоуком». У ніч проти 15 квітня 1912 року «Титанік» зіткнувся з айсбергом і затонув за 600 кілометрів від Ньюфаундленду. Якимось дивом Пріст зумів вибратися з машинного відділення. Він кілька годин пробув у рятувальній шлюпці й зазнав серйозного обмороження (адже кочегари працювали в пеклі машинного відділення в шортах та легких жилетах). З його перелічених вище колег врятувалися тільки Джессоп і Лайтоллер.
З початком Першої світової війни опинився на торговому кораблі «Алькантра», переробленому для військових потреб. У лютому 1916 року це судно зустрілося в Північному морі з німецьким рейдером «Грайф». У короткому бою обидва кораблі дістали пробоїни й затонули. З екіпажу «Алькантри» загинули 68 моряків. Але Пріст знову потрапив до числа щасливчиків, яким вдалося врятуватися.
Новим місцем роботи Пріста стало госпітальне судно «Британнік», де разом з ним на борту була Джессоп. При черговому рейсі в Середземне море для евакуації поранених корабель біля берегів Греції наскочив на міну і почав тонути. Причому «Британнік» пішов на дно втричі швидше, ніж «Титанік», але Пріст дістався берега.
1917 року знову вирушив у плавання на посаді кочегара на госпітальному судні «Донегал» (переробленому з трансатлантичного лайнера). 17 квітня 1917 року в протоці Ла-Манш німецький підводний човен UC-21 потопив корабель, але Прісту вдалося врятуватися.

### Останні роки
Залишив роботу моряка й більше в море не виходив — за його словами, ніхто з судновласників і капітанів не хотів його бачити серед членів свого екіпажу. Пріст прожив наступні роки в рідному Саутгемптоні.
Помер 1937 року у своєму будинку від пневмонії у 49 років. В Англії він став людиною-легендою на прізвисько «Непотоплюваний кочегар».